# گهوفن
گهوفن (به آلمانی: Gehofen) یک شهر در آلمان است که در کوفهویزرکرایس واقع شده‌است. گهوفن ۷۶۱ نفر جمعیت دارد.